# 黄泥湾镇
黄泥湾乡，是中华人民共和国甘肃省临夏回族自治州临夏县下辖的一个乡镇级行政单位。

## 行政区划
黄泥湾乡下辖以下地区：
振华村、郭吴家村、十五里铺村、红崖村、程家川村、五一村、王家村、鲁家村、阴山村和黄泥湾村。